# Khasi and Jaintia Hills
Khasi and Jaintia Hills fou un districte d'Assam avui en territori de Meghalaya. La superfície era de 15.947 km² i la població el 1872 de 140.356 habitants, el 1881 de 169.360 persones, el 1891 de 167.804, i el 1901 de 197.904. La capital era Shillong, al mateix temps aleshores la capital d'Assam (moderna capital de Meghalaya). Formaven la part central del territori entre el Brahmaputra i el Surma, i limitava al nord amb els districtes de Kamrup i Nowgong (Naugaon), a l'est amb els de Nowgong (Naugaon) i Cachar, al sud amb el de Sylhet, i a l'oest amb les Muntanyes Garo (Garo Hills).

## Govern
Estava dividit en tres zones:
- Zona sota administració britànica de les Muntanyes Khasi (Khasi Hills)
- Estats de les muntanyes Khasi (Khasi Hill States), de caràcter democratic i dirigits per caps electes anomenats siems, wahadadars, sardars i lyngdohs (o langdohs)
- Zona sota administració britànica de les Muntanyes Jaintia (Jaintia Hills)

Fiscalment el territori britànic estava dividit en:
- Khasi Hills 
  - 1) Jim-mang
  - 2) Lait-lynkot
  - 3) Lait-kroh
  - 4) Bai-rang, també Wah-long
  - 5) Long-ka-ding
  - 6) Mao-be-lar-kar
  - 7) Mao-smai
  - 8) Mynteng
  - 9) Mao-mluh
  - 10) Mao-pun-kyr-tiang
- 11) Nong-jirf
  - 12) Nong-lyng-kin
  - 13) Nongbah
  - 14) Nong-riat
  - 15) Nong-kroh
  - 16) Nun-niah
  - 17) Ramdait
  - 18) Sait-soh-pen
  - 19) Tyng-riang
  - 20) Tyng-rong
  - 21) Tyr-na
  - 22) Um-niuh
  - 23) Mar-bisu (dependència)
  - 24) U Tyma
- Jaintia Hills
  - 1) Am-wi
  - 2) Chap-duk (Kuki)
  - 3) Darrang
  - 4) Jowai
  - 5) Lang-fhit
  - 6) Lang-soh
  - 7) Laka-dong
  - 8) Myn-riang (Mikir)
  - 9) Mul-shoi (Kuki)
  - 10) Mas-kiit
  - 11) Myn-sao
  - 12) Nong-klih
  - 13) Nong-fulut
  - 14) Nong-tha-long
  - 15) Nar-pu
  - 16) Nar-tiang
  - 17) Nong-bah
  - 18) Nong-jyngi
  - 19) Ralliang
  - 20) Rym-bai
  - 21) Sai-pung (Kuki)
  - 22) Soh-tyngah
  - 23) Shiliang-myn-tang
  - 24) Sath-pathor
  - 25) Shang-piing.

Els estats Khasi (superfície 10.353 km² segons una mesura, 11.629 km² segons una altra) eren:

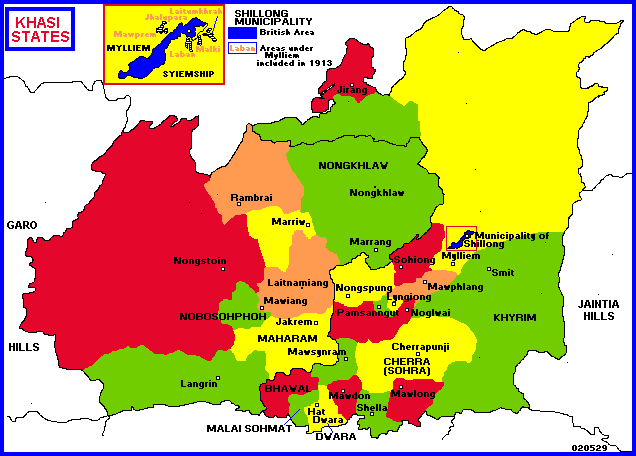
Estats Khasi

- Governats per siems:
  - 1) Bhawal o War-bah
  - 2) Cherra
  - 3) Khyrim
  - 4) Lang-kin
  - 5) Malai-soh-mat
  - 6) Maharam
  - 7) Mariao
  - 8) Mao-iong
  - 9) Mao-syn-ram
  - 10) Mylliem
  - 11) Nong-soh-phoh
  - 12) Nong-khlao
  - 13) Nongs-pung
  - 14) Nong-stoin
  - 15) Ram-brai
- Governats per wahadadars:
  - 1) Confederació de Sheila
- Governats per sardars:
  - 1) Dwara Nong-tyr-men
  - 2) Ji-rang
  - 3) Maolong
  - 4) Mao-don
  - 5) Nong-long
- Governats per langdohs:
  - 1) Lan-iong
  - 2) Mao-phlang
  - 3) Nong-lywai
  - 4) Soh-iong

## Història
Les muntanyes Khasi i les Muntanyes Jaintia constitueixen dos entitats separades encara que per un temps agrupades en un sol districte. Els estats khasi són democràtics i amb caps electes si bé l'elecció està controlada per uns quants caps de clan i queda generalment dins la mateixa família; els estats tenien tractats o acord amb el govern britànic i el seu territori per tant no era part de l'Índia Britànica sinó territori no annexionat de l'Índia Britànica; els delictes principals eren jutjats per l'agent britànic i els menors pels caps dels estats o les seves corts. Dins de les muntanyes Khasi hi havia alguns pobles que eren domini directe britànic adquirits per cessions voluntàries, conquesta o per submissió voluntària. D'altra banda les muntanyes Jaintia eren purament territori britànic, ja que el territori del raja de Jaintia fou annexionat el 1835.
Quan la Companyia Britànica de les Índies Orientals va adquirir el diwan (govern) de Bengala el 1765, el districte de Sylhet era la frontera; més al nord les tribus que hi vivien no reconeixien ni havien reconegut abans la sobirania musulmana; els khasis van cridar l'atenció als britànics per la seva diferència amb altres pobles de la zona, amb unes formes polítiques, socials i de llengua que no tenien comparació amb cap altre lloc de l'Índia. D'altra banda els khasis feien incursions a les planes.
La curiositat i el comerç hi van atreure als britànics; les patates, que van esdevenir el principal producte d'exportació després de la llima, van ser introduïdes per l'agent David Scott el 1830. El 1826 el cap de Nong-khlao, un dels més grans estats al nord-centre del territori va fer un acord amb el ciutadà britànic David Scott per construir un camí que havia de connectar la vall del Surma amb Assam, i alguns europeus (incloent alguins soldats) es van establir a Nong-khlao. Però el mal comportament d'alguns bengalís servidors dels europeus va portar aviat a la discòrdia; enfurismats els khasis es van aixecar el 4 d'abril de 1829 i van matar als tinents Bedingfield i Burlton, junt amb alguns sipàis. Els britànics van iniciar operacions que es van allargar durant quatre anys. El darrer cap khasi es va sotemetre el 1833 i foren reconeguts com a independents i la taxació millorada. Entre el 1835 i el 1854 el coronel Lister fou agent polític als estats khasis amb quater general a Nong-khlao, i després a Cherrapunji.
Els habitants de les muntanyes Jaintia, anomenats a si mateixos i pels khasis com santengs o syntengs van esdevenir subjectes britànics amb l'annexió del seu regne el 1835, quan el darrer raja Rajendra Singh fou deposat acusat de complicitat amb alguns tribals que havien agafat a tres britànics en el districte de Nowgong i els havien immolat a una capella dedicada a Kali; una part del territori dels santengs, la plana, fou agregat al districte de Sylhet i el raja va renunciar a la part muntanyosa. El sistema de taxació directe va provocar una revolta que fou sufocada. Una nova revolta el gener de 1862 es va iniciar amb la destrucció de l'estació de policia de Jowai i el setge dels sipais d'aquesta; els santengs van lluitar de manera valent per la seva independència i encara que només disposaven d'arcs i fletxes i les seves muralles eren pals de fusta, van caler moltes forces britàniques per sufocar la revolta; els caps rebels foren capturats un a un i finalment el territori va quedar pacificat el març de 1863. Algunes reformes van permetre millorar la situació dels santengs que jo no es van tornar a revoltar.
El 1897 un terratrèmol va afectar greument la zona.

## Pobles
El 1881 es va fer una estadística acurada sobre les poblacions de la zona. El total era de 169.360 persones amb 1546 pobles y 35.048 cases. La majoria eren practicants de religions natives (160.000) i només 5000 eren hinduistes, 2000 cristians i 500 musulmans. La població majoritària eren els khasis i els santengs, seguint els garos, naga, cacharis, i altres. El nombre de pobles el 1901 era de 1839. El 1901 els que seguien la religió pròpia tribal eren el 88%, hindus el 3% i 8% cristians. Per llengua el 59% parlava khasi, del grup Mon-Anam i el 27% synteng; el 1901 destacava la presència de 12.800 mikirs (karbis).
Les societats tenien restes de matriarcat amb l'herència per línia femenina; els homes es casaven i passaven a formar part de la família de la dona; la dona o la mare de la dona era la cap de família; a la mort del marit els béns aportats per aquest (que ja tenia abans del matrimoni) revertien a la seva família, passant a la germana petita (hi havia algunes variacions locals). Els morts eren cremats en dòlmens o cromlecs.
Tant els khasis com els santengs eren pobles relativament pròspers; les seves cases eren d'obra i tenien almenys dues o tres habitacions, cuina i algunes caixes. Els pagesos més pobres construïen les cases de pedres amb sostre i terra de fusta. El menjar era arròs, peix, aus, carn, vegetals, oli, mantega de porc i licors.
Les úniques ciutats destacades eren Shillong (capital del districte des de 1864 i permanent des de 1874 amb 3.640 habitants) i Jowai, d'administració britànica, i Cherrapunji (capital fins a 1864) i Sehllapunji.

## Administració
A diferència d'altres districtes, l'administració era en part una agència política que administrava els estats Khasis. Els 25 estats estaven administrats internament pels seus caps amb jurisdicció sobre els delictes excepte els greus (assassinats i morts). El més poblat era Khyrim amb 31.327 habitants i el menys Nonglewai amb 169 habitants (nou estats tenien menys de 1000 habitants el 1901); el més gran era Nong-stoin seguit de Mylliem, i el més petit Lang-iong. El territori britànic el formaven les muntanyes Jaintia i les estacions de Shillong i Cherrapunji i uns quants poblets més (32 pobles més les dues ciutats), i eren administrades per un subcomissionat sota un codi especial.
L'administració interior es va establir amb dues subdivisions: Shillong (8.384 habitants el 1901) i Jowai.